# Río Kanchalan
El río Kanchalán  (del ruso: река Канчала́н) es un río asiático de la Siberia Oriental que discurre por la península de Chukchi y desemboca en el estuario del Anádyr, cerca de donde también lo hace el río Anádyr, al fondo del golfo del Anádyr (en el mar de Béring). Tiene una longitud de 426 km y drena una gran cuenca de 20 600 km².
Administrativamente, todo el río y su cuenca pertenecen al distrito autónomo de Chukotka de la Federación de Rusia.

## Geografía
El río Kanchalán nace en la meseta de Chukchi y discurre a través de las zonas escasamente pobladas de la tundra siberiana. Corre en dirección predominantemente sur hasta desembocar, a través del estuario del Anádyr (o limán), en el golfo del Anádyr (en el mar de Bering). Sus principales afluentes son los ríos Tnekveem (Тнэквеем) e Impeneykuyym (Импенейкуйым), ambos de la margen derecha.
Hay un pequeño poblado en la zona, cerca de su estuario, también llamado Kanchalán. 
El río está congelado desde mediados de octubre hasta principios de junio. El río es navegable un tramo de unos 50 km desde su boca. Las zonas de tundra en el curso medio e inferior del río se utilizan para el pastoreo de renos. Las ballenas beluga son comunes en las aguas del estuario.